# ابراهیم میر
ابراهیم میر (عربی: ابراهيم مير عبدالرحمن) (زاده ۱۶ ژوئیه ۱۹۶۷) بازیکن سابق فوتبال اهل امارات متحده عربی است.
وی عضو تیم ملی فوتبال امارات متحده عربی در جام جهانی فوتبال ۱۹۹۰ بوده است.